# Islotes Brooks
Die Islotes Brooks (von spanisch islotes „Inseln“) sind eine Inselgruppe im Archipel der Biscoe-Inseln westlich der Antarktischen Halbinsel. Sie liegen zwischen Milnes Island und Hook Island.
Argentinische Wissenschaftler benannten sie. Der weitere Benennungshintergrund ist nicht hinterlegt.